# Roman Tkaczyk (gimnastyk)
Roman Julian Tkaczyk (ur. 9 stycznia 1954 w Warszawie) – gimnastyk, olimpijczyk z Montrealu (1976).
Podczas igrzysk olimpijskich w 1976 w Montrealu zajął 69. miejsce indywidualnie w wieloboju. W poszczególnych konkurencjach osiągnął następujące rezultaty:
- ćwiczenia wolne – 59.-60. miejsce
- kółka – 68.-69. miejsce
- koń z łękami – 77. miejsce
- skok przez konia – 66.-71. miejsce
- drążek – 65.-67. miejsce
- poręcze – 60.-61. miejsce[1]

W drużynie zajął 11. miejsce w wieloboju (razem z nim startowali Grzegorz Ciastek, Marian Pieczka, Andrzej Szajna, Łukasz Uhma i Mariusz Zasada).
Reprezentant stołecznej Legii.